# 서경잡기
서경잡기(西京雜記)는 한나라 유흠(劉歆)이 짓고 진나라 갈홍(葛洪)이 모은 것으로 알려져 있는 전형적인 잡록식의 필기저작으로, 총 132조의 고사로 이루어져 있다. 대부분 짤막한 고사지만 그 내용은 매우 복잡하고 광범위하다. 기록된 인물은 제왕장상·공경대신·비빈궁녀·문인학사·명공명장(名工名匠)·일반백성 등등이며, 기록된 내용은 궁중야사·궁원진기(宮苑珍器)·문인일화·학술저작·전장제도·풍속습관·기인묘기(奇人妙技) 등등이다. 따라서 ≪서경잡기≫를 통하여 한나라 도성인 서경 장안(長安)의 정치·경제·문학·학술·문화·민속 등 여러 방면의 상황을 엿볼 수 있다.
≪서경잡기≫의 작자에 대해서는 종래로 여러 설이 분분하여 아직까지 정론(定論)이 없는 상태이지만, 대체로 유흠이 짓고 갈홍이 모은 것으로 판단된다.

## 가치와 영향
≪서경잡기≫가 지니고 있는 가치와 후대에 미친 영향은 크게 문학적인 측면과 사학적인 측면으로 나누어볼 수 있다.
문학적인 측면에서 볼 때 우선 ≪서경잡기≫는 잡기체(雜記體) 필기소설의 대표작으로 위진남북조 지인소설(志人小說)과 지괴소설(志怪小說)은 물론이고 멀리 명청대 소설에까지 영향을 미쳤다. 또한 한대 부(賦)의 대가인 사마상여(司馬相如)·양웅(揚雄) 등의 작부(作賦) 능력과 창작과정 및 작품에 얽힌 일화가 많이 수록되어 있어서, 한대 문인들의 문학 견해를 엿볼 수 있으며 문학 사료도 비교적 풍부하게 담겨 있다. 그리고 일부 고사는 후대의 시인·사인(詞人)·희곡가(戱曲家) 등 여러 문인들이 제재와 전고로 즐겨 사용하여 그 영향력이 지대하기 때문에 중국문학의 여러 제재 근원 가운데 하나를 밝히는 데에도 매우 유용한 가치가 있다.
사학적인 측면에서 볼 때 ≪서경잡기≫는 종래로 정사(正史)의 부족한 부분을 보충한다는 사료적인 특성이 부각되었다. 20세기에 들어와서는 고고학적인 발굴을 통해 기술된 내용의 사실성이 입증되면서 그 가치를 주목받고 있다.
≪서경잡기≫가 언제 처음으로 국내에 전래되었는지 그 정확한 시기는 규명하기 어렵지만, 대략 고려 선종(宣宗) 때인 약 1100년경에 전래되었을 것으로 추정한다.
보다 분명한 기록은 조선 숙종(肅宗) 46년(1720)에 간행된 ≪오륜전비언해(伍倫全備諺解)≫의 인용서목에서 찾을 수 있다. 이 책은 사역원에서 역관의 양성을 위하여 간행한 교과서 가운데 하나로, 명나라 구준(丘濬, 1421∼1495)의 전기(傳奇) ≪오륜전비기≫를 역관 고시언(高時彦, 1671∼1734) 등이 우리말로 언해하고 주를 달아 놓은 것인데, 역주하는 과정에서 사용한 인용서목 중에 ‘서경잡기(西京雜記), 진 갈홍(晉葛洪)’이라는 분명한 기록이 있다. 한편 고시언의 서문에 따르면, 이 ≪오륜전비언해≫는 숙종 22년(1696)에 언해에 착수하여 24년 뒤인 숙종 46년(1720)에 완성되었다. 따라서 ≪서경잡기≫는 1696년 이전에 이미 한국에 전래되어 있었음을 확인할 수 있다.
이 책은 ≪사고전서(四庫全書)≫본 ≪서경잡기≫(上海: 上海古籍出版社影印, 1991)를 저본으로 했으며, 기타 여러 판본을 참고했다. 원전은 6권에 총 132조의 고사가 실려 있는데, 이 책은 그중에서 각 권의 주요 고사 100조를 뽑아 전체 내용을 균형 있게 소개하는 데 중점을 두었다.